# اعتراضات علیه امانوئل مکرون

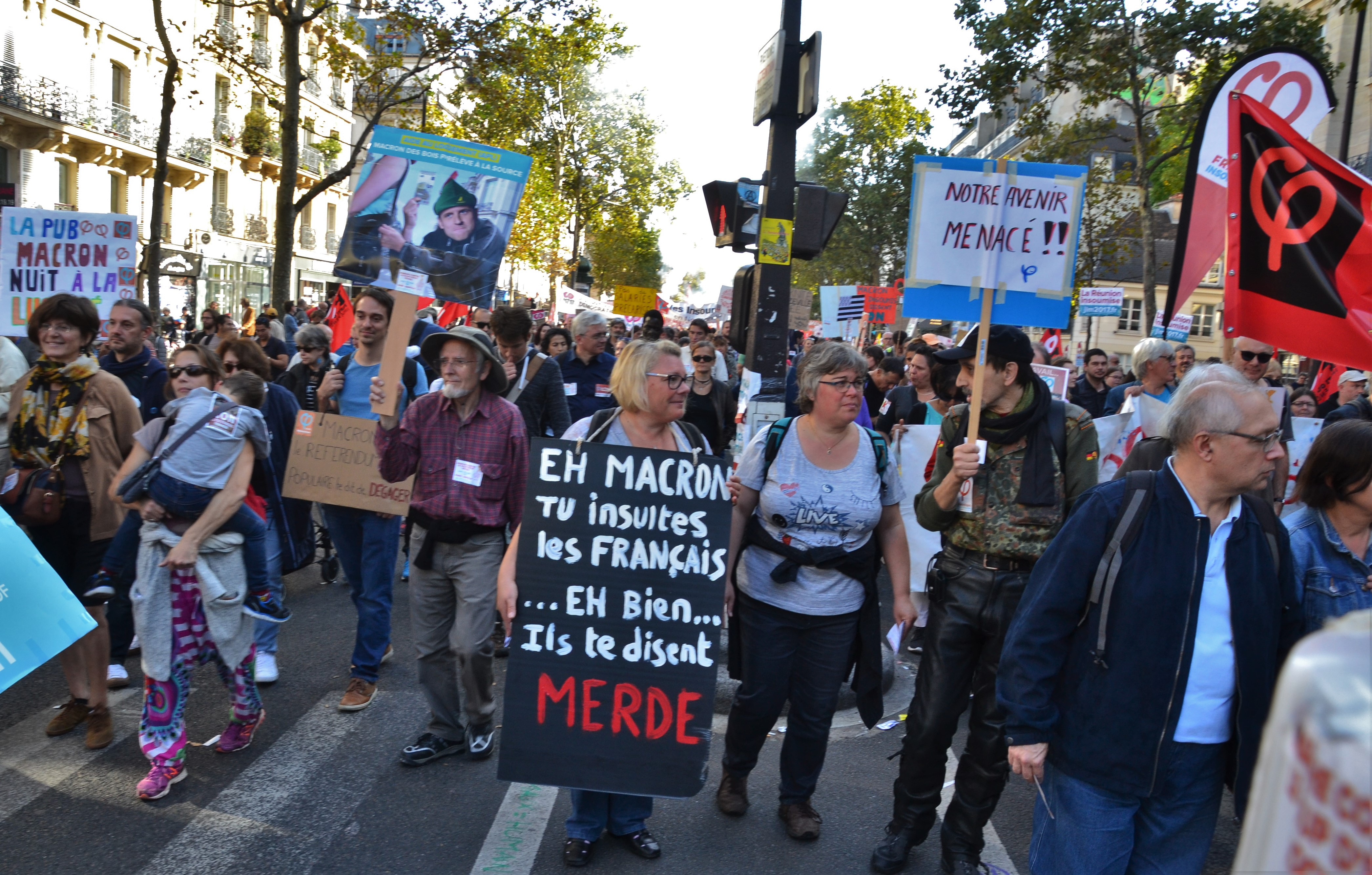
تظاهرات علیه مکرون در پاریس در ۲۳ سپتامبر ۲۰۱۷

اعتراضات علیه امانوئل مکرون، مجموعه‌ای از تظاهرات است که پس از اعلام برنده شدن امانوئل مکرون در انتخابات ریاست‌جمهوری ۲۰۱۷ فرانسه در ۷ مه سال ۲۰۱۷ آغاز شد. این اعتراضات به‌طور عمده و گسترده توسط اتحادیه‌های کارگری و فعالان جناح چپ در مخالفت با سیاست‌های نئولیبرالی امانوئل مکرون پشتیبانی در دیدارهای دولتی توسط دیگر رهبران، مواضع او در اصلاح قانون کار و نظرات مختلف یا سیاست‌های پیشنهادی او پس از رئیس‌جمهور شدن است.
به گفته سازمان عفو بین‌الملل وضعیت اضطراری که از زمان حملات نوامبر ۲۰۱۵ پاریس برقرار بود، به همراه نیروهای اضطراری که برای سرکوب تظاهرات استفاده می‌شوند، ۵۷۴ بار به منظور متوقف کردن تظاهرات مربوط به اصلاحات قانون کار مورد استفاده قرار گرفته‌است.

## زمینه‌ها
در ۸ مه سال ۲۰۱۷، تنها چند ساعت پس از اعلام برنده شدن مکرون در انتخابات ریاست جمهوری فرانسه، تظاهرات‌کنندگان با ترسِ ازبین رفتن حقوق کارگران در برنامه اقتصادی مکرون با مأموران فرانسوی در پاریس درگیر شدند. همچنین اتحادیه‌های کارگری قدرتمند فرانسه و نیروهای سیاسی چپ به دنبال برنامه‌ریزی برای ایستادن در برابر رئیس‌جمهور امانوئل مکرون به دلیل اصلاح قوانین کار توسط او بودند. چرا که مکرون در تبلیغات انتخاباتی خود قول داده بود اگر رئیس‌جمهور شود، اصلاحاتی اساسی در قانون کار انجام خواهد داد. با این‌حال او که با قاطعیت اعلام کرده‌است اصلاحات در فرانسه متوقف نشده و ادامه خواهد یافت، بارها شهروندان فرانسه را مورد انتقاد قرار داده و آنان را «اصلاح‌ناپذیر» می‌داند.
گروهی دیگر از شرکت‌کنندگان گروه‌های ضدفاشیسم و ضدسرمایه‌داری و نیز کمونیست‌ها و گروه‌های انقلابی بودند که با سردادن شعارهایی احتمالاً در برابر نتایج انتخابات ریاست‌جمهوری دست به تظاهرات زدند و خواستار «مقاومت» در برابر برنامه «سرمایه‌داری» رئیس‌جمهور مکرون بودند. تظاهرات‌کنندگان بدون توجه به برنده انتخابات، اعتراض خود را نسبت به نتایج آن با شعارهایی مثل «نه لوپن نه مکرون» و «مارین لو پن را اخراج کنید، نه مهاجران را» نشان دادند. این اعتراض توسط «جنبش اجتماعی» سازماندهی شده بود که قبل از دور دوم انتخابات، در اعتراض به دو نامزد پیشتاز مارین لو پن و امانوئل مکرون، وارد صحنه اعتراضات شده بودند.
معترضان به سفر ترامپ به پاریس نیز دسته دیگری از تظاهرات را به راه انداختند. فعالان ضد ترامپ، فعالان اجتماعی، گروه‌های طرفدار فلسطین، فعالان حقوق مهاجران و محیط زیست و ضد فاشیست‌ها از شرکت‌کنندگان در این اعتراضات بودند که علیه سیاست‌های ترامپ مثل خروج از توافق آب و هوایی در پاریس و نیز سیاست‌های مکرون در مورد حقوق کارگران، اقتصاد و تداوم وضعیت اضطراری در کشور تظاهرات کردند.
بخش دیگری از اعتراضات در واکنش به تغییر قوانین ساختاری راه‌آهن ملی فرانسه شکل گرفت که به دنبال آن موج تازه‌ای از اعتصاب‌های سراسری کارکنان این شرکت آغاز شد. روز سه‌شنبه ۱۷ آوریل ۲۰۱۸ مجلس فرانسه لایحه‌ای را تصویب کرد که بنا بر آن اداره راه‌آهن ملی این کشور از انحصار دولت خارج می‌شود. این لایحه شامل پایان حقوقی انحصاری برای کارمندان شرکت راه‌آهن ملی فرانسه می‌شود که از جمله آن‌ها است: حق مادام‌العمر کار (برای آن‌ها که یک بار استخدام می‌شوند)، افزایش خودکار دستمزد به شکل سالانه، برخورداری از حق بازنشستگی پیش از موعد.

## ۲۰۱۷
۱۲ سپتامبر
پس از شروع به کار مکرون به‌عنوان رئیس‌جمهور فرانسه در تاریخ ۱۵ مه ۲۰۱۷، خطرات متعددی از سوی اتحادیه‌های کارگری در مورد چشم‌انداز اعتراضات گستردهٔ سازمان‌یافته، وجود داشت. اتحادیه کنفدراسیون عمومی کار (CGT) چندین بار تلاش کرد تا تظاهرات گسترده‌ای را علیه مکرون سازماندهی کند که نهایتاً در ۱۲ سپتامبر ۲۰۱۷ موفق به برگزاری تظاهراتی شد. مکرون فعالانه سعی کرد از طریق بازکردن فضای گفتگوهای اصلاح قانون کار با اتحادیه‌های کارگری از برگزاری تظاهرات جلوگیری نماید. پذیرش موضوع برگزاری تظاهرات از سوی اتحادیه‌ها، با اختلاف‌هایی همراه بود؛ به گونه ای که رئیس کنفدراسیون عمومی کار (FO) از اعتراضات حمایت می‌کند، کنفدراسیون دموکراتیک کار فرانسه (CFDT) تصمیم دارد بی‌طرف بماند و در تظاهرات ۱۲ سپتامبر شرکت نمی‌کند، و کنفدراسیون عمومی کار (CGT) همراه با متحد خود واحدهای همبستگی دموکراتیک (SUD) مخالفت مذاکرات است. ژان-لوک ملانشن از حزب فرانسه تسلیم‌ناپذیر در حمایت از اعتراضات ۱۲ سپتامبر سخنرانی کرده و اعضا را به حضور در تظاهرات تشویق نموده‌است. خود ملانشن نیز در ۱۲ ژوئیه ۲۰۱۷ اعتراضاتی را سازماندهی کرد.
۱۳ ژوئیه
دیدار رسمی دونالد ترامپ با رئیس‌جمهور فرانسه در طول جشن‌های روز ملی فرانسه با اعتراضات مواجه شد. معترضان در اطراف میدان جمهوری گرد هم آمدند تا «منطقه بدون ترامپ» ایجاد کنند. معترضان که گفته شده‌است شامل گروه‌های مختلف نظیر معترضان اجتماعی، گروه‌های طرفدار فلسطین، فعالان حقوق مهاجران، فعالان محیط زیست و ضد فاشیست‌ها بودند، نسبت به دیدار ترامپ و سیاست‌های مکرون اعتراض کرده‌اند.
۱۶ ژوئیه
معترضان طرفدار فلسطین اقدام به برگزاری تظاهراتی علیه مکرون کردند. علت این اعتراضات اختصاص جایگاهی توسط امانوئل مکرون به بنیامین نتانیاهو نخست‌وزیر اسرائیل در مراسم هولوکاست در پاریس بود. حزب کمونیست فرانسه نیز با دیدار نتانیاهو مخالفت کرد. سازمان‌دهندگان اعتراض، ناشناخته بودند. نمایش رادیویی پست مسلمان، با تشویق شنوندگان خود به شرکت در تظاهرات، این اعراضات را تبلیغ نمود.
۲۱ ژوئیه
به دنبال اعلام نخست‌وزیر ادوار فیلیپ در مورد برنامه‌ریزی برای اصلاحات مهاجرت، یک اعتراض کوچک توسط گروهی از فعالان دگرباشی در پاریس برگزار شد. معترضان پلاکاردی با نوشته «مکرون مهاجران را از گرسنگی می‌کشد، دگرباشان بدون مرز» به نمایش گذاشتند.
یک سری اعتراضات توسط تولیدکنندگان شراب در جنوب فرانسه از زمان ریاست‌جمهوری فرانسوا اولاند آغاز شده بود. این تظاهرات عموماً شامل آتش‌افروزی، خرابکاری و حمله بود. این اعتراضات ناشی از واردات شراب به جای خرید آن از تولیدکنندگان فرانسوی و آنچه معترضان «از دست رفتن فرهنگ» می‌نامیدند، بوده‌است. این اعتراض‌ها باعث کاهش ۲۵ درصدی فروش تولیدکنندگان شراب اسپانیایی شد. تانکرهای اسپانیایی حمل شراب معمولاً هدف این حملات بودند.

## ۲۰۱۸
۲۳ مارس

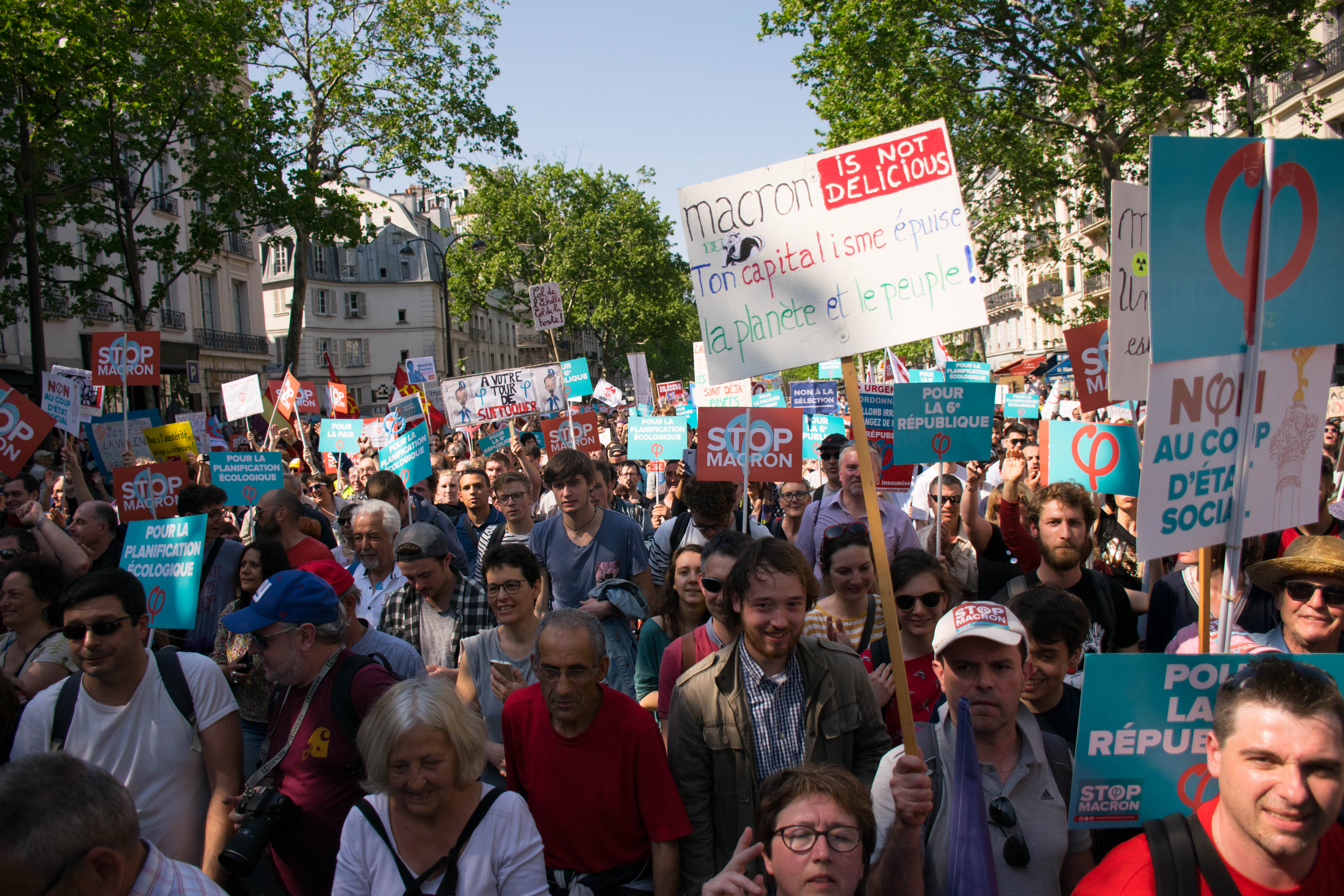
تظاهرات ۵ مه ۲۰۱۸ تحت عنوان «جشنی برای مکرون»

تظاهرات ۲۰۰٬۰۰۰ نفری علیه مکرون در سراسر فرانسه برگزار شد.
۱۹ آوریل
ده‌ها هزار کارگر اعتصاب‌کنندهٔ راه‌آهن، کارکنان بخش دولتی و دانشجویان در سراسر فرانسه علیه رئیس‌جمهور امانوئل مکرون تجمع کردند. شرکت راه‌آهن ملی فرانسه و کنفدراسیون عمومی کار از اتحادیه‌های اصلی در اعتراض به برنامه‌های مکرون پیرامون حذف ضمانت‌های «کار برای زندگی» و نیز حذف امتیازات حقوق بازنشستگی برای کارکنان جدید، بودند.
۱ مه، روز کارگر
در روز سه‌شنبه ۱ مه راهپیمایی سالانه روز جهانی کارگر که در فرانسه «جشن کار» نامیده می‌شود، در پاریس توسط حدود ۱۲۰۰ نفر از افراد گروه‌های چپ افراطی موسوم به «بلوک سیاه» به خشونت کشیده شد. برخی از راهپیمایان با شکستن شیشهٔ مغازه‌ها و آتش زدن خودروها این راهپیمایی را به اعتراض شدید علیه سیاست‌های اصلاح اقتصادی و شغلی مکرون تبدیل کردند. پلیس برای متفرق کردن این افراد از گاز اشک‌آور و کامیون آب‌پاش استفاده کرد. همچنین در جریان این درگیری‌ها در پاریس ۲۸۳ تفر دستگیر شدند که به گفته پلیس فرانسه ۱۰۹ نفر از آن‌ها در بازداشت موقت می‌مانند. در راهپیمایی پاریس کارکنان راه‌آهن سراسری فرانسه شرکت ملی راه‌آهن فرانسه که هم‌اکنون در یک اعتصاب گستردهٔ سه‌ماهه به سر می‌برند نیز حضور چشمگیری داشتند.
در مجموع در این تظاهرات بین ۱۴۳٬۵۰۰ (ادعای وزارت کشور فرانسه) تا ۲۱۰٬۰۰۰ (ادعای کنفدراسیون عمومی کار (CGT)) نفر شرکت کردند.
۵ مه، جشنی برای مکرون
عصر روز شنبه ۵ مه به مناسبت نخستین سالگرد انتخاب امانوئل مکرون به عنوان رئیس‌جمهوری فرانسه ده‌ها هزار نفر از مردم فرانسه با برگزاری تظاهرات اعتراضی که نام آن را «جشنی برای مکرون» گذاشته بودند، به خیابان آمدند و علیه او شعار دادند. این تظاهرات به درخواست حزب چپ‌گرای «فرانسه تسلیم‌ناپذیر» به رهبری ژان لوک ملانشن برگزار شد. ملانشن هدف این تظاهرات را ارسال پیامی روشن به امانوئل مکرون و مدیران اقتصادی وی اعلام کرده‌است تا به آن‌ها بگویند از سیاست‌های اقتصادی ناراضی‌اند.
تعداد شرکت‌کنندگان در این تظاهرات به روایت "فرانسهٔ تسلیم‌ناپذیر" ۱۶۰ هزار نفر و به روایت پلیس ۴۰ هزار نفر عنوان شده‌است.
در صف تظاهرکنندگان، پلاکاردهایی با مضمون «همبستگی با بازداشت‌شدگان ۱ مه» که توسط پلیس در جریان تظاهرات روز کارگر - بیش از ۲۰۰ نفر از معترضان- دستگیر شدند، دیده می‌شود. «نه به کودتای اجتماعی»، «ما همه ضد-فاشیسم هستیم»، و «نه به رئیس‌جمهور ثروتمندها» از دیگر پوسترها و پلاکاردهایی‌اند که در میان جمعیت دیده می‌شد. همچنین شعارهایی از قبیل «همه مردم از پلیس متنفرند» و «پاریس به پاخیز و نقابت را بزن» سر داده شد و معترضان بر روی یکی از پارچه نوشته‌ها عبارت «تشییع جنازه جنبش سیاسی امانوئل مکرون» را نوشته بودند. همچنین ماکت‌هایی برای تمسخر مکرون در این تظاهرات دیده شد.
۱۳ مه، اعتصاب شرکت راه‌آهن ملی فرانسه
کارگران حمل و نقل اعتراضات به تلاش‌های خصوصی‌سازی گسترده در فرانسه را ادامه می‌دهند. خدمات کلیدی شرکت راه‌آهن ملی فرانسه در روز یکشنبه کاهش یافت. کارکنان شبکه ریلی ملی فرانسه موسوم به اس‌ان‌سی‌اف (SNCF) از ابتدای ماه مارس اعتصاب گسترده‌ای را در سراسر کشور آغاز کرده و بنا دارند تا دست کم تا نیمه ماه ژوئن به این اعتصاب ادامه بدهند.
۲۲ مه
در روز سه‌شنبه ۲۲ مه تظاهرات بیش از ۱۵ هزار نفر از مخالفان سیاست‌های اقتصادی رئیس‌جمهوری فرانسه در پاریس به خشونت کشیده شده بود. این راهپیمایی به دعوت اتحادیه‌های کاری کارمندان دولت و برای اعتراض به رویکرد دولت مکرون برای کاهش شمار استخدام‌ها در اداره‌های دولتی و خصوصی‌سازی بخشی از خدمات عمومی برگزار شد. تظاهرکنندگان موسوم به بلوک سیاه (Black Bloc) در برخی خیابان‌های مرکزی پاریس، با پلیس ضد شورش درگیر شدند و پلیس ده‌ها نفر از تظاهرکنندگان را بازداشت کرد.
۲۶ مه، خیزش مردمی
عصر شنبه ۲۶ مه ده‌ها هزار نفر از مردم فرانسه در پی فراخوان برخی گروه‌های مخالف دولت و به ویژه حزب چپ‌گرای «فرانسه تسلیم‌ناپذیر» به رهبری ژان لوک ملانشن در راهپیمایی موسوم به «خیزش مردمی» شرکت کردند. در این راهپیمایی که در پاریس، مارسی، لیون و چند شهر دیگر فرانسه برگزار شد، معترضان علیه سیاست‌های امانوئل مکرون، رئیس‌جمهوری این کشور شعار داده و در مواردی با پلیس درگیر شدند. در این تظاهرات ۴۳ نفر دستگیر شدند.
کنفدراسیون عمومی کار (CGT) که یکی از تشکل‌های صنفی اصلی فرانسه و از برگزارکنندگان «خیزش مردمی» است شمار راهپیمایان در سراسر فرانسه را ۲۵۰ هزار نفر اعلام کرده‌است.
۲۹ مه، تظاهرات پلیس فرانسه
در روز سه‌شنبه ۲۹ مه بیش از ۱۰۰ مأمور پلیس در مقابل ساختمان امنیت منطقه سیزدهم شهر پاریس علیه سیاستهای مکرون تجمع کردند. این معترضان با انتقاد از سیاست‌های رئیس‌جمهور فرانسه، می‌گویند که به‌دلیل شرایط سنگین کاری و مشکلات معیشتی به مرحله‌ای رسیده‌اند که بگویند: «دیگر بس است!» اضافه‌کاری زیاد، کمبود امکانات رفاهی برای فرزندان و نحوهٔ برنامه‌ریزی‌ها از جمله عواملی است که افسران پلیس پاریس را به اعتراض واداشته است. آن‌ها شعارهایی نظیر «جایگاه اجتماعی برای افسران پلیس» و «از تشکر خسته‌ایم برایمان کافی است!» سر می‌دادند.
در این میان سه افسر پلیس فرانسه که پیژامه و کلاه خواب بر سر داشتند، برای نشان دادن اوضاع وخیم کاری خود با ورود به تخت خواب در مقابل ساختمان امنیت، به کار تا دیروقت و احضار به کار به شکل عاجل و ناگهانی از سوی مدیران خود اعتراض کردند.

## اعتراضات «جلیقه‌زردها»

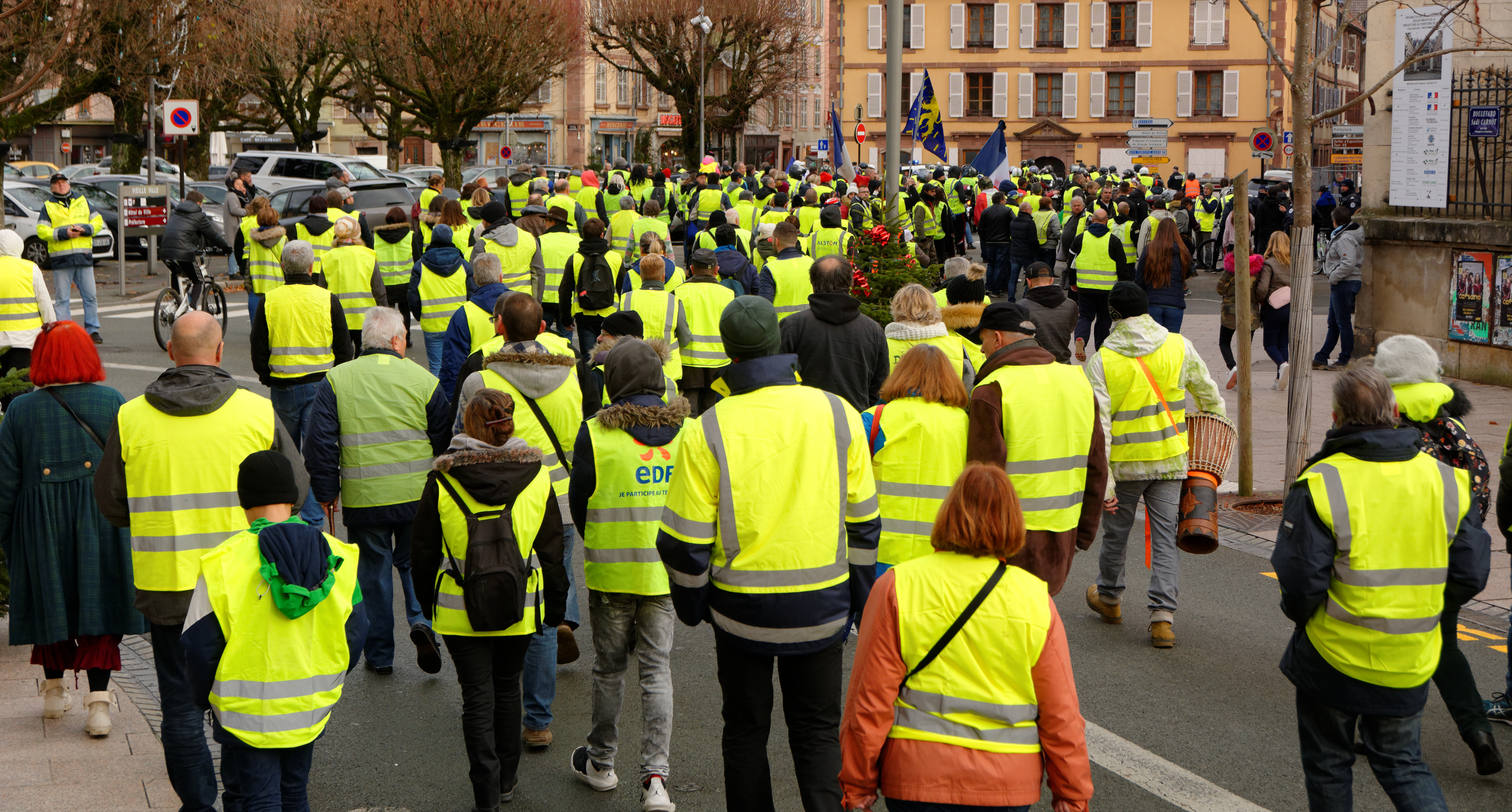
تجمع اعتراضی جلیقه‌زردها در بلفور، ۱ دسامبر ۲۰۱۸.

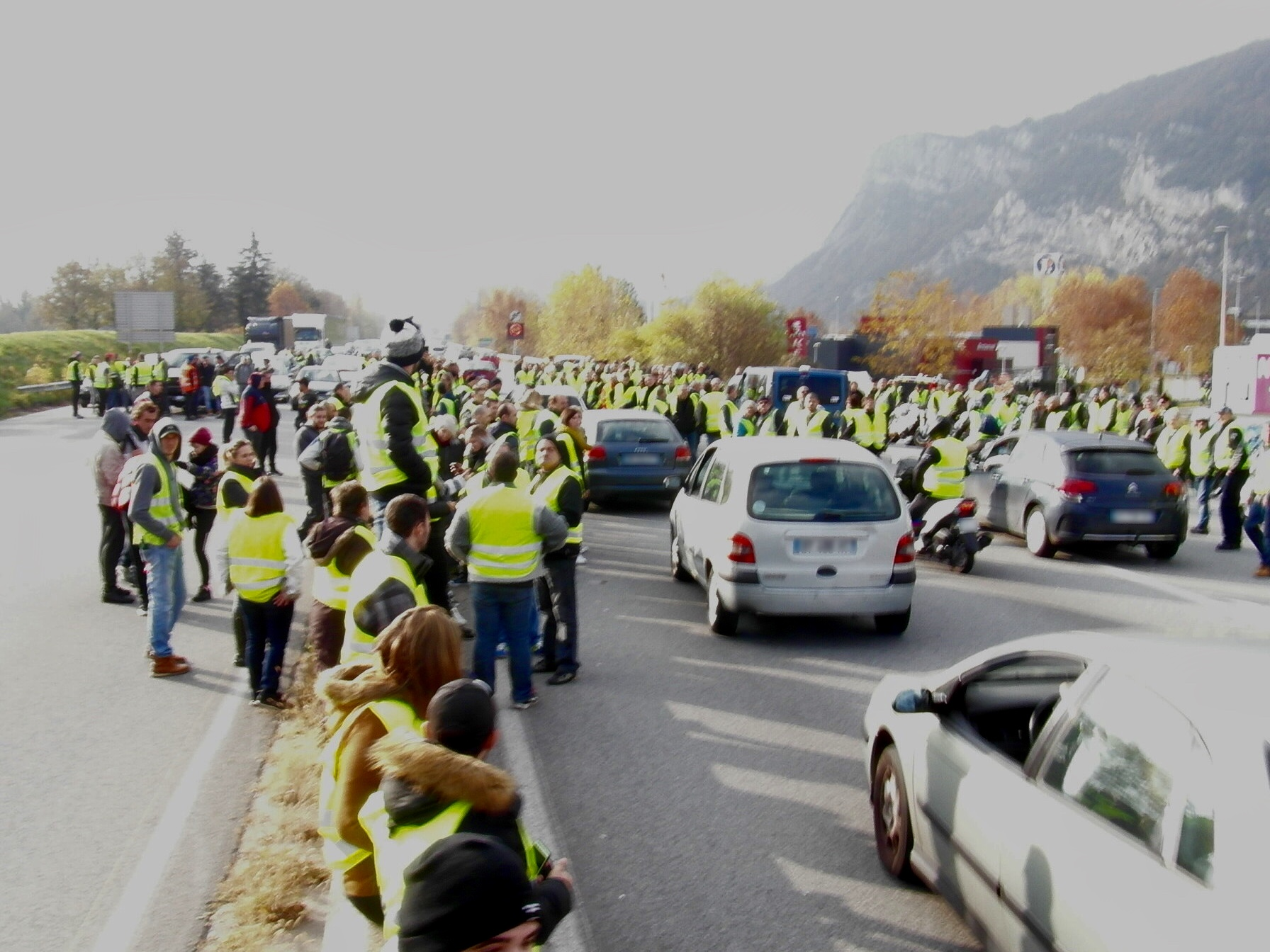
تجمع اعتراضی جلیقه‌زردها در اتوبان A51، ۱ دسامبر ۲۰۱۸.

موج جدید اعتراضات علیه سیاست‌های دولت امانوئل مکرون از روز شنبه ۱۷ نوامبر ۲۰۱۸ در اعتراض به تصمیم دولت به افزایش قیمت سوخت از سر گرفته شد. معترضان موسوم به «جلیقه‌زردها» که عمدتاً از مردمان طبقه متوسط فرانسه هستند، بزرگ‌ترین بسیج عمومی‌شان متشکل از حدود ۲۸۷ هزار نفر را در ۲۰۳۴ منطقه در خیابان‌ها و جاده‌ها تشکیل دادند. این اعتراضات در هفتهٔ بعد ادامه یافت و منجر به شکل‌گیری تجمع ۸۱ هزارنفری «جلیقه‌زردها» در روز شنبه ۲۴ نوامبر در خیابان شانزه‌لیزه و حرکتشان به سمت کاخ ریاست‌جمهوری شد. برخی معترضان سرود ملی فرانسه را می‌خواندند و عده‌ای دیگر با دزد خطاب‌کردن مکرون در شعارهایشان، خواستار استعفای او از ریاست‌جمهوری فرانسه شدند. در این روز ۳۰ هزار تن از نیروهای پلیس در پاریس به حالت آماده‌باش درآمدند و در درگیری با معترضان از گاز اشک‌آور و ماشین‌های آب‌پاش استفاده کردند. این اعتراضات به دیگر بخش‌های خاک فرانسه خارج از سرزمین اصلی نیز گسترش پیدا کرد.
اعتراضات جلیقه‌زردها برای ششمین هفته در فرانسه ادامه یافت و معترضان در ۲۰۰ نقطه این کشور از جمله در گذرگاه‌های مرزی با کشورهای بلژیک، ایتالیا، اسپانیا و آلمان تجمع و اقدام به بستن مسیر تردد تریلی‌ها کردند. این تظاهرات در پاریس که مانند گذشته در خیابان شانزلیزه صورت گرفته بود، با مداخله شدید پلیس مواجه شد و بنابر اعلام وزارت کشور فرانسه در جریان اعتراضات این روز، ۱۴۲ نفر از تظاهرات‌کنندگان از جمله «اریک درو» از رهبران جلیقه‌زردها دستگیر شدند. اعتراضات جلیقه‌زردها در فرانسه تا روز ۲۲ دسامبر، در مجموع ۱۰ کشته برجای گذاشته و طی آن ۴۳ هزار تن از جمله ۲۲۲ نیروی امنیتی زخمی و همچنین حدود ۴ هزار و ۳۴۱ نفر بازداشت شده‌اند.
هفتمین شنبه اعتراضات جلیقه‌زردها در روز ۲۹ دسامبر با بسیج گستردهٔ معترضان در سراسر فرانسه از جمله شهرهای پاریس، مارسی، لیون، تولوز و بوردو ادامه یافت. در شهر مارسی شماری از خیابان‌ها بسته شدند و درگیری‌هایی در برخی شهرها از جمله پاریس، نانت و روئان میان پلیس و شماری از معترضان روی داد. تعداد معترضان در این روز در مقایسه با روزهای اول اعتراضات کاهش قابل توجهی داشته‌است. اما تنها در شهر مارسی نزدیک به هزار نفر ضمن تجمع در اطراف بنای «طاق پیروزی» شعار استعفای امانوئل مکرون، رئیس‌جمهور فرانسه را سر داده و خواستار برگزاری همه‌پرسی شدند.